# エリック・ゲイル
エリック・ゲイル（Eric Gale、1938年9月20日 - 1994年5月25日）は、アメリカのジャズ/フュージョンのスタジオ・ミュージシャン、セッション・ギタリストである。フュージョン・グループのスタッフのメンバーとして知られている。西のクルセイダーズに対して東のスタッフとして、主に東海岸ニューヨークを拠点に活動した。
サイドマンとしてアトランティック・レコード、CTIレコード、クドゥー、アヴコ、コロムビアなどのレーベルに録音を残し、ジャンルを横断したギタリストとして活動した。多くの有名アーティストと共演している。

## 来歴
エリック・ゲイルは、1938年9月20日ニューヨーク州ブルックリンに生まれた。ゲイルの父方の祖父にはイギリス白人がおり、バルバドスにも親戚がいるなど、人種的多様性を持つ家系だった。彼は12歳のころには、早くもウッド・ベースとギターを演奏していたという。学業成績が優秀だった彼は、高校へ飛級進学した。彼が幸運だったのは、知人の紹介でジョン・コルトレーンを紹介され、コルトレーンの家で彼とセッションを行ったことである。

彼は自身の希望で化学を学ぶために、ニューヨークのナイアガラ大学に入学し、学業に専念し化学の修士号を得た。大学卒業後はプロのミュージシャンとして、ブルックリンのライブ・ハウスで音楽活動をスタートした。

ゲイルはスペイン語など複数の外国語に、堪能だったとされている。
エリック・ゲイルが参加した最初のビッグ・ヒットは、全米1位になったボビー・ルイスの「トッシン・アンド・ターニン」だった 。彼はザ・ドリフターズ、キング・カーティス、ザ・フラミンゴス、マキシン・ブラウン、ソロモン・バーク、ボビー・ティモンズ、ジャッキー・ウィルソンらのセッション・ミュージシャンをつとめた。

1966年にクリード・テイラーに認められCTIレコードのサイドマンとして活躍。1972年にクリード・テイラーのプロデュースにより自身のアルバム『フォアキャスト』を発表した。1969年には女性ジャズ・オルガン奏者のシャーリー・スコットのアルバムに参加した。。
彼が参加したクインシー・ジョーンズのアルバム『ウォーキング・イン・スペース』（1973年）『ボディ・ヒート』(1974年）は、ジャズファンの間で人気作となった。
エリック・ゲイルは、ドラッグ中毒から脱出するため保養目的で、1971年からジャマイカのネグリルに移り住み、1972年リーダー・アルバム『ネグリル』をボブ・マーリーが使用していたスタジオで録音し、ボブ・マーリー&ザ・ウェイラーズのアストン・バレット（ドラム）、セドリック・ブルックス（ベース）、ピーター・トッシュ（ギター）、リチャード・ティー（ピアノ）らが参加した。
ゲイルとロバータ・フラックはインテリ同士で、親しい間柄だった。1972年に、ロバータ・フラックとダニー・ハサウェイとのデュエット曲「恋人は何処に (Where Is the Love)」などのレコーディングに参加しヒットを放った。プロデューサーはラルフ・マクドナルド。1973年続いてロバータは「やさしく歌って (Killing Me Softly with His Song)」で全米1位の大ヒットを記録した。この曲に関しては、エリック・ゲイルのギター参加が確認されている。ロバータ・フラックはグラミー賞の最優秀レコード賞などを受賞した。
1975年にはヴァン・マッコイのヒット曲「ハッスル」に参加し、バッキングはスタッフの6人のメンバーのうち、4人が名を連ねていた。。この曲はディスコ・ブームに便乗したアルバム『ディスコ・ベイビー』からシングルカットされ、全米1位、全世界でレコード売上1000万枚以上の大ヒットを記録した。グラミー賞「最優秀ポップ・インストゥルメンタル賞」を受賞。
1975年にゲイルは、ゴードン・エドワーズらとフュージョン・バンド、スタッフを結成した。ニューヨーク市のライブ・ハウス「Mikelle's」（ジャズ・クラブの老舗）を中心にセッション活動をするようになった。スタッフのファースト・アルバムはヴァン・マッコイがプロデュースを務めた。1976年に当時高視聴率を獲得していたTV番組『サタデー・ナイト・ライブ』に、スタッフのメンバーと共に出演しレギュラーも務めた。
1978年にクインシー・ジョーンズのアルバム『スタッフ・ライク・ザット』からディスコ曲「スタッフ・ライク・ザット」がアメリカでヒットした。メンバーはスタッフのメンバーを中心に、パティ・オースティン、アシュフォード&シンプソン、チャカ・カーンらが参加している。1979年に、彼はダイアナ・ロスのアルバム『ザ・ボス』に参加した。ダイアナのモータウン作品に参加したのは、1枚だけである。ダイアナ・ロスのアルバムには、1970年代後半から参加している。
1980年には、ポール・サイモンが脚本を手がけた映画『ワン・トリック・ポニー』にゲイルは俳優として出演した。作品はグラミー賞にノミネートされアメリカでは、かなりの評価を受けた映画となったが受賞をのがした。同年にグローバー・ワシントン・ジュニアはエレクトラ・レコードからアルバム『ワインライト』を発表、収録曲「ジャスト・ザ・トゥー・オブ・アス」（クリスタルの恋人たち）が大ヒットし、グラミー賞「ベストR&Bソング賞」を受賞する。このアルバム以外にもワシントンの多くのアルバムに参加している。ゲイルは、渡辺貞夫のアルバムにも、何度も参加している。彼は、マイケル・ジャクソンのアルバム『バッド』（1987)、アル・ジャロウのアルバム『テンダネス』に参加した。
エリック・ゲイルは肺がんのため、1994年にメキシコのバハ・カリフォルニア州で死去した。

## ディスコグラフィ

### リーダー・アルバム
- 『ネグリル』 - Negril (※1972年録音）、後年発表
- 『フォアキャスト』 - Forecast (1973年、Kudu)
- 『マルティプリケイション』 - Multiplication (1977年、Columbia)
- 『ジンセン・ウーマン』 - Ginseng Woman (1977年、Columbia)
- 『パート・オブ・ユー』 - Part of You (1979年、Columbia)
- 『タッチ・オブ・シルク』 - Touch of Silk (1980年、Columbia)
- 『ブルー・ホライズン』 - Blue Horizon (1982年、Elektra Musician)
- 『イン・ザ・シェイド・オブ・ア・トゥリー』 - In the Shade of a Tree (1982年、JVC)
- 『アイランド・ブリーズ』 - Island Breeze (1983年、Elektra Musician)
- 『ジャズ・トラディション』 - In a Jazz Tradition (1988年、EmArcy)
- 『レッツ・ステイ・トゥゲザー』 - Let's Stay Together (1988年、Artful Balance)
- 『ユートピア』 - Utopia (1998年、Rooms)

### スタッフ
- 『スタッフ!!』 - Stuff (1976年、Warner Bros.)
- 『モア・スタッフ』 - More Stuff (1977年、Warner Bros.)
- 『スタッフ・イット』 - Stuff It (1978年、Warner Bros.)
- 『ライヴ・スタッフ』 - Live Stuff (1978年、Warner Bros.)
- 『イン・ニューヨーク』 - Live in New York (1980年、Warner Bros.)
- 『メイド・イン・アメリカ』 - Made in America (1993年、Bridge Gate)
- 『ライヴ・アット・モントルー 1976』 - Live at Montreux 1976 (2007年、Eagle)

### ゲスト参加
ジャズ/ラテン
- ボブ・ジェームス
- クインシー・ジョーンズ
- グローバー・ワシントン・ジュニア
- フレディ・ハバード
- ジミー・スミス
- フランク・シナトラ
- イリノイ・ジャケ
- デヴィッド・“ファットヘッド”・ニューマン
- ハービー・マン
- レナ・ホーン
- ボビー・ティモンズ
- ハーブ・アルパート
- ニーナ・シモン
- アル・ジャロウ
- コーネル・デュプリー
- ラルフ・マクドナルド
- ジミー・マッグリフ
- モーズ・アリソン
- リチャード・ティー
- パティ・オースティン
- ファニア・オール・スターズ
- モンゴ・サンタマリア

ソウル/ロック
- ボビー・ルイス
- キング・カーティス
- ロバータ・フラック
- アシュフォード＆シンプソン
- ヴァン・マッコイ
- ベン・E・キング
- ビリー・ジョエル
- カーリー・サイモン
- ダニー・ハサウェイ
- ドリフターズ
- ヴァン・モリソン
- ジョー・コッカー
- マキシン・ブラウン
- マイケル・ジャクソン
- ポール・サイモン
- グラディス・ナイト&ザ・ピップス(1977-1983年)

日本
- 上田正樹
- 深町純
- 渡辺貞夫